# Outarde de Rüppell
Eupodotis rueppelii
Espèce
Répartition géographique
Statut de conservation UICN

 LC  : Préoccupation mineure
Statut CITES
L'Outarde de Rüppell (Eupodotis rueppelii) est une espèce d'oiseaux de la famille des Otididae.

## Description
Il s'agit d'une petite outarde, mesurant seulement 60 cm de long. La tête et le cou sont gris, avec une rayure noire sous la gorge (moins marquée chez les femelles), à travers l'œil et sur les côtés du cou. Les joues sont blanches. Le corps est couleur sable dessus, blanc en dessous. Les jambes sont sable.

## Répartition
Cette espèce vit en Angola et en Namibie.

## Habitat
Elle vit dans les habitats semi désertiques.